# Kartuni
Els Kartuni van ser una família de nakharark (nobles) d'Armènia que tenien el seu feu hereditari situat al districte de Kartuniq, a la província de la Corduena.